# Шкуринский, Александр Валерьевич
Александр Валерьевич Шкуринский (род. 11 апреля 1995) — российский гандболист, разыгрывающий и левый полусредний клуба «Мешков Брест» и сборной России. Мастер спорта России (2015).

## Карьера
Профессиональную карьеру начал в краснодарском СКИФе. В сезоне 2014/2015 Суперлиги занял первое место в чемпионате по количеству голов с игры (165) и перехватов (36). В сезоне 2015/2016 отметился самым высоким показателем в лиге по голам, забитым в среднем за одну игру (7,08 точных бросков, 92 мяча в 13 играх). С сезона 2017/2018 — игрок БГК «Мешков Брест». Один из лучших легионеров в истории брестского клуба по версии Parimatch.
Летом 2021 года перешёл во французский клуб «Нант». За два сезона в «Нанте» Шкуринский не смог стать игроком основы, отчасти из-за травм. В составе «Нанта» стал обладателем Кубка Франции, Кубка Французской лиги, серебряным призёром чемпионата.
Летом 2023 года 28-летний Шкуринский вернулся в БГК «Мешков Брест». В ноябре 2023 года был признан лучшим игроком пятого тура группового этапа SEHA League после того, как стал лучшим бомбардиром победного матча против ЦСКА (7 мячей).
Успешно выступал за различные молодежные сборные России. С 2015 года призывается в сборную России.

## Достижения
СКИФ (Краснодар)
- Обладатель Кубка России (2017).
- Бронзовый призёр чемпионата России (2017).

БГК им. Мешкова
- Чемпион Белоруссии (2018, 2019, 2020, 2021).
- Обладатель Кубка Белоруссии (2018, 2020, 2021).

Нант
- Серебряный призёр чемпионата Франции (2022).
- Бронзовый призёр чемпионата Франции (2023).
- Обладатель Кубка Франции (2023).
- Финалист Кубка Франции (2022).
- Обладатель Кубка французской лиги (2022).